# Bassia saxicola
Bassia saxicola là loài thực vật có hoa thuộc họ Dền. Loài này được (Guss.) A.J.Scott mô tả khoa học đầu tiên năm 1978.